# Monte Vederna
Il Monte Vederna (1.584 m s.l.m.) è una montagna delle Dolomiti (Vette Feltrine) situata nel comune di Imèr a sud dell'abitato; a sud, lungo la strada per raggiungere il Monte Pavione, si trova la malga Agnerola, storico alpeggio per gli abitanti di Imèr.

## Descrizione
Il proprietario dei prati è un consorzio che segue la pratica del maso chiuso.
La proprietà dell'Alpe Vederna non è né del comune di Imèr né di singoli privati: nel 1742, 63 almeroi costituirono un Consorzio che divise l'Alpe in altrettante particelle, date in gestione a rotazione per dieci anni a ciascun socio e ai nuclei familiari che ne derivarono nel tempo.
In questi 10 anni ogni famiglia aveva il diritto e l'obbligo di sfalciare il proprio territorio e poteva costruire un piccolo maso in cui riposare ed eventualmente accudire animali e conservare il fieno. Infatti il Piàn Grant (la zona pianeggiante sull'Alpe Vederna) è da sempre un'importantissima fonte di fieno per la popolazione di Imèr. Al termine dei 10 anni le famiglie si riunivano e si scambiavano le particelle assegnate l'anno prima.
Sul monte Vederna ci sono le costruzioni rurali appartenenti al Consorzio e dislocate in vari punti, un Rifugio, una Casina Forestale, una chiesetta dedicata alla Madonna Della Neve e la Croce Degli Alpini. Quest'ultima viene illuminata la notte, rendendo speciale la serata, poiché questa, alcune sere, si può notare illuminata da vari paesi della valle di Primiero.

## Le vie di accesso
Questo monte, può essere raggiunto in macchina sia da località Pontet, sia dalla strada che porta in Val Noana per chi invece preferisce fare una bella escursione nel bosco, si può raggiungere partendo dalla località Pèze di Imèr e proseguire lungo la strada tradizionale del luogo pavimentata a salesà (ciottoli). Come alternativa, si può percorrere il sentiero da poco ristrutturato che parte dalla Val Noana e ricalca il tracciato dell'antica strada per raggiungere l'Alpe e si congiunge con la strada suddetta in località Cristo dei Nòni.

## I segni della prima guerra mondiale
In località Saltón si trovano i resti di un fortino italiano risalente alla prima guerra mondiale, come i cunicoli finestrati scavati nella roccia in località Morosna e il reticolo di trincee situate attorno alla cima del monte (Colàz) vicino alla croce eretta dagli Alpini.

## El saltón
El saltón è una cascata che scende verticalmente restando a contatto con la roccia. Questa cascata, con un salto di circa 50 metri, dista un chilometro dalla chiesetta del monte scendendo per la strada ciottolata che sale da Imèr.

## I sguazi
I sguazi sono una serie di cascate che sgorgano dalla roccia grazie ad un bacino sotterraneo. Esse compiono un salto a picco sulla valle dello "Schenèr" di ben 180 m. I sguazi distano dalla chiesetta circa mezzo chilometro e per osservarli si giunge in un punto panoramico sulla suddetta valle percorrendo il Bus de Vela.

## Galleria d'immagini

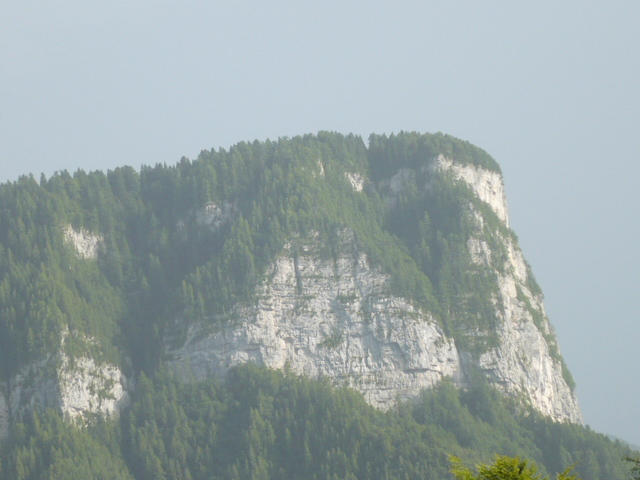
La località Morosna. In queste rocce, nella prima guerra mondiale, vennero scavati gli stoli
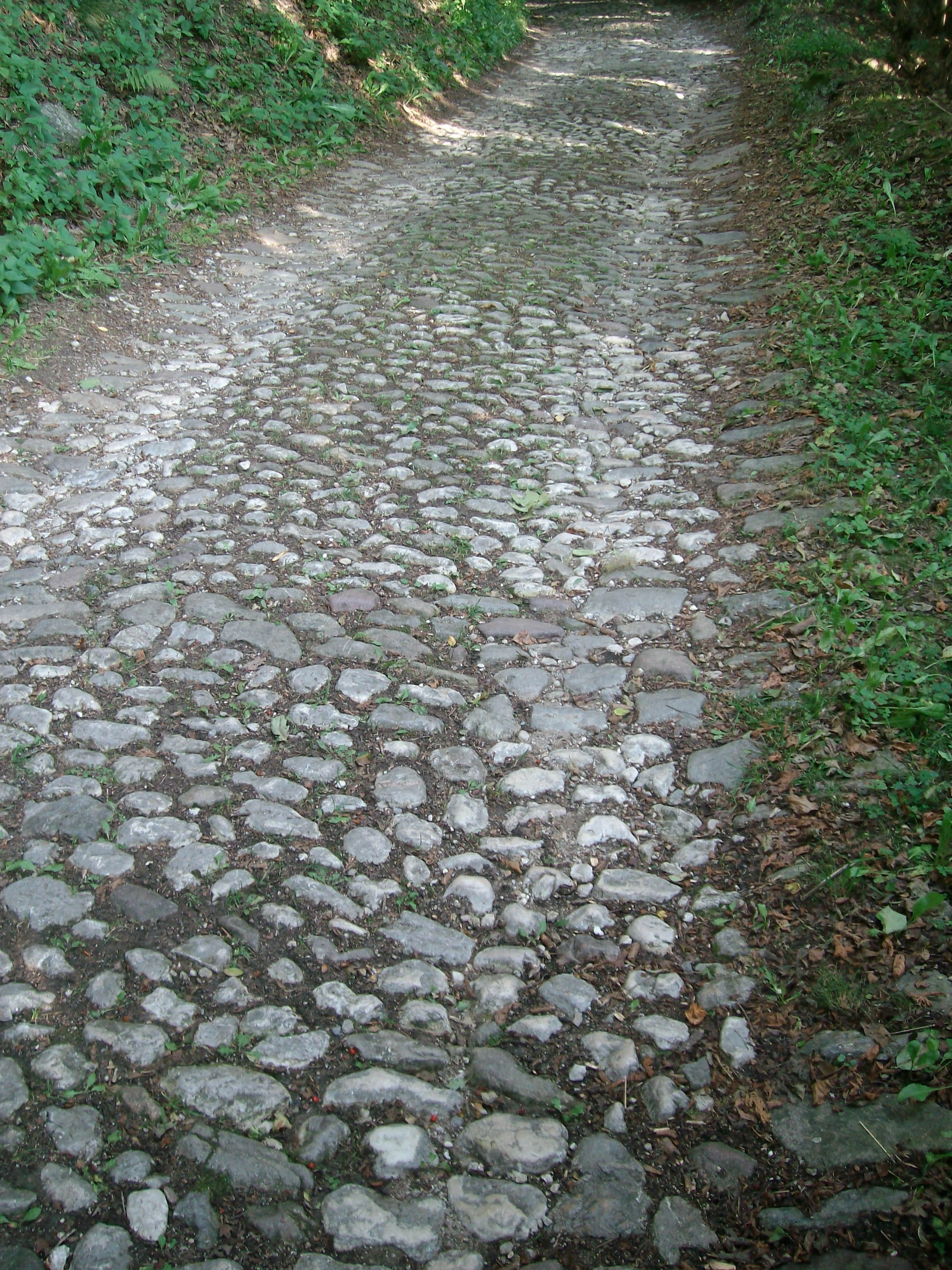
Un tratto di strada pavimentata a Salesà
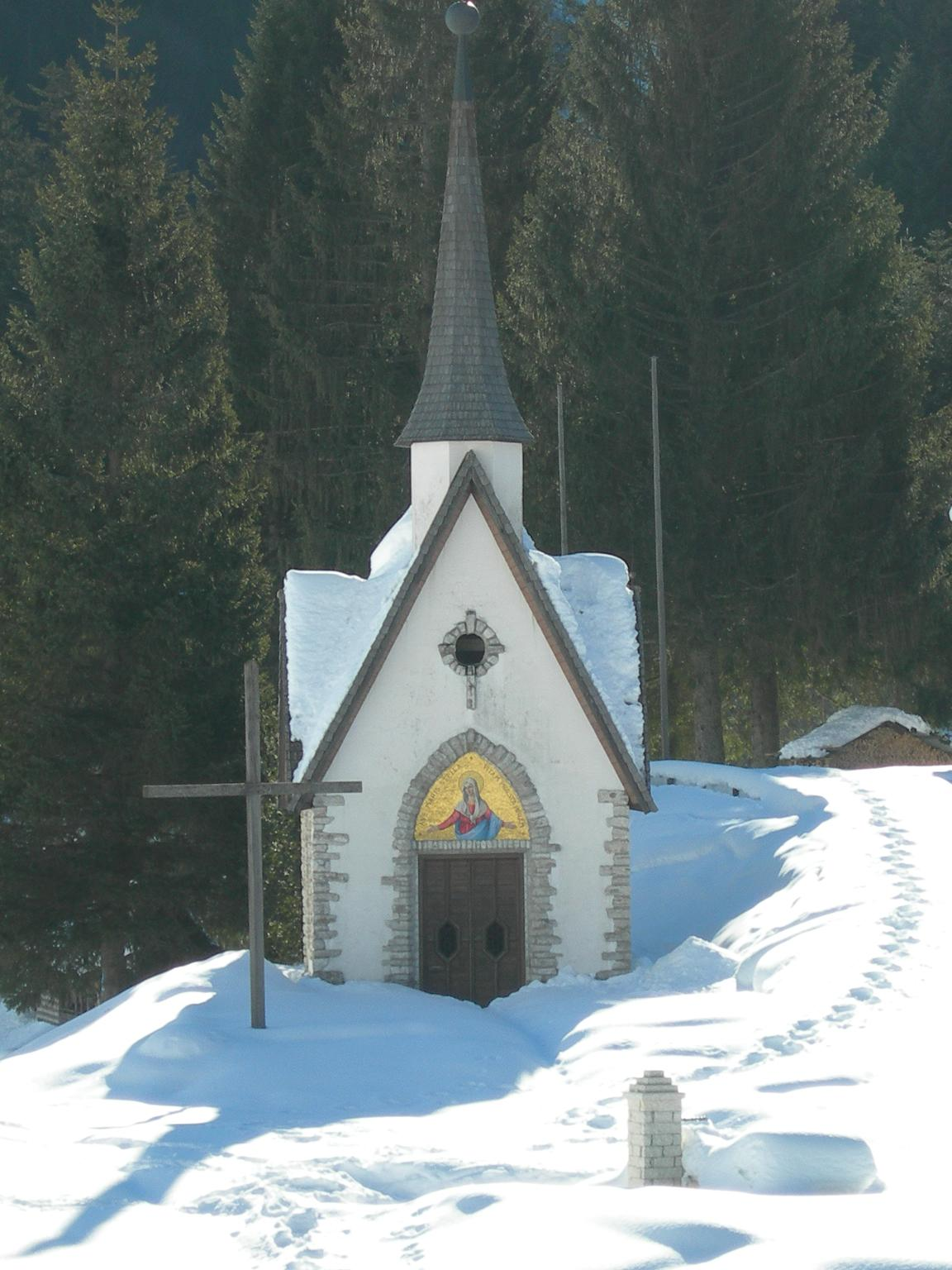
La chiesetta delle Vederne
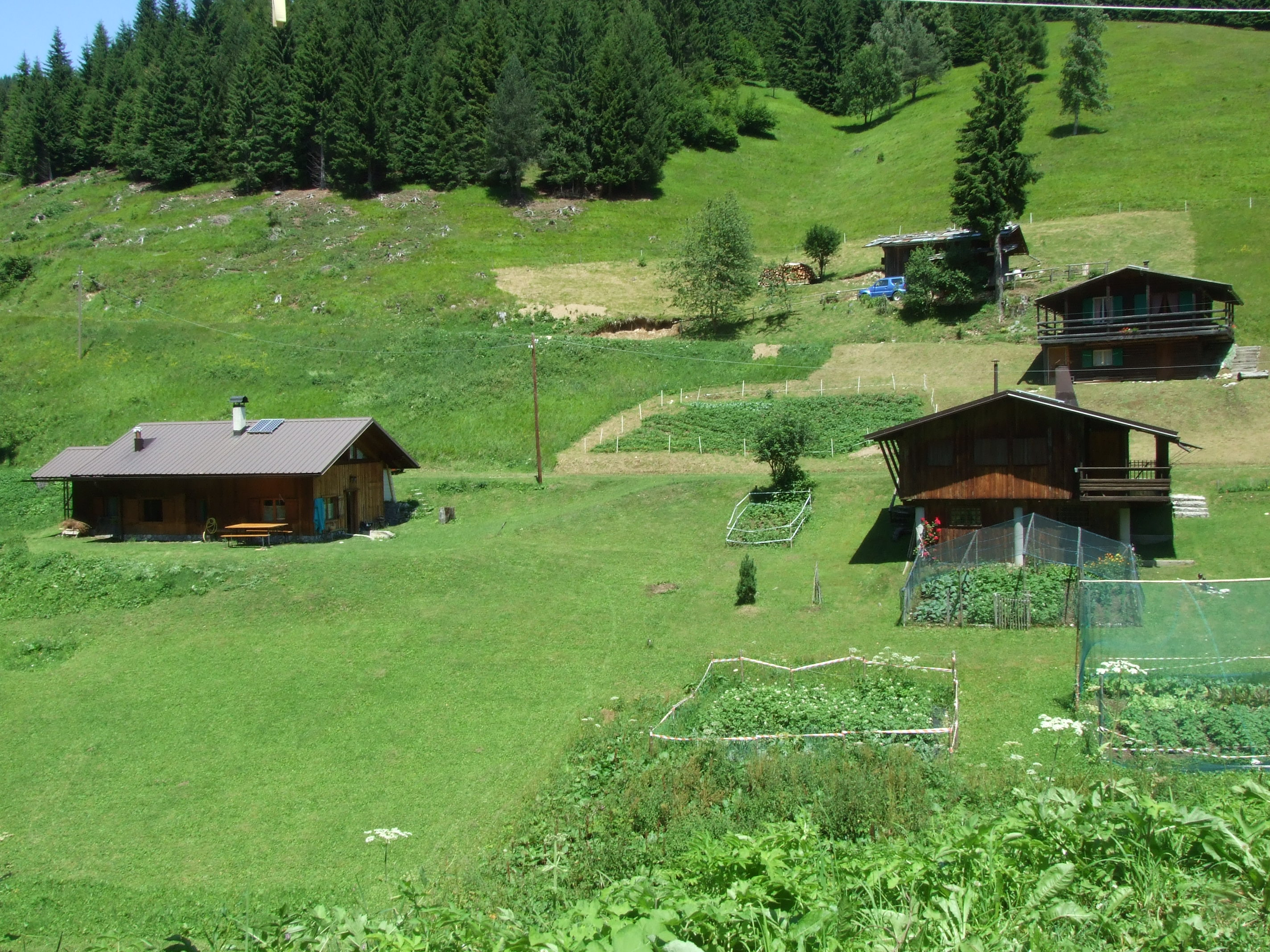
Masi in località Val dela Carbonèra
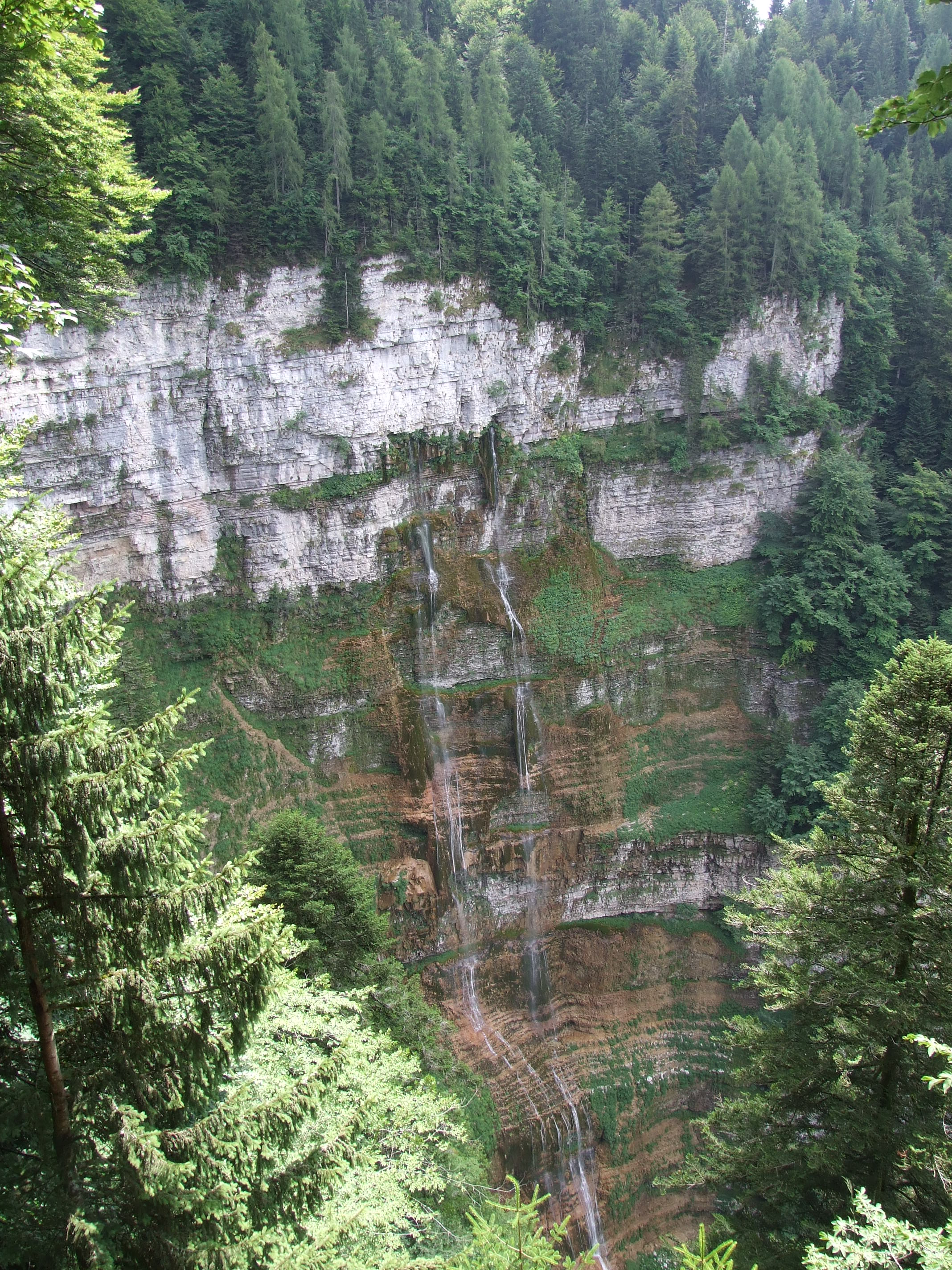
Le cascate Sguazi